# Kareem Campbell
Kareem Campbell, född 14 november 1973, är en professionell skateboardåkare från USA.
Kareem Campbell kom på förstaplats i Slam City Jam Street-tävling, som hölls i Vancouver 1999. Campbell har också varit med i Tony Hawk's Pro skater spelen. Han har även varit med i musikvideor med grupper som NERD, Fantasia och Mase. Han var även medverkande år 2003 Warner Brothers film Grind, med bland andra Tony Hawk, Bam Margera och Adam Brody.